# Meteorologiåret 1945

## Händelser

### Januari
- 4 januari – I Batna, Batnaprovinsen, Algeriet uppmäts temperaturen - −20 °C (−4 °F), vilket blir Algeriets lägst uppmätta temperatur någonsin [1].
- 16 januari – I Penhas da Saúde, Covilhã kommun, Portugal uppmäts temperaturen −16.0 °C (3.2 °F), vilket blir Portugals lägst uppmätta temperatur någonsin [2].

### Mars
- Mars -  Finländskt värmerekord för månaden noteras [3].
- 25 mars – I Bergen, Norge noteras norskt värmerekord för månaden med + 19,8 °C [4].

### Juni
- 2 juni – Sena snöfall rapporteras i Tower i Minnesota, USA rapporteras rekordsen kyla [5].

### Juli
- 1 juli
- Med + 34,9 °C i Piteå, Norrbotten, noteras lokalt värmerekord.
- 17 juli  
  - Med + 36,4 °C i Harads, Sverige uppmäts värmerekord för Norrbotten och Norrland [6].
  - Med + 34,5 °C i Jokkmokk, Sverige tangeras värmerekordet för svenska Lappland från 1927 [7].

### Augusti
- Augusti – 347 millimeter nederbördsmängd faller över Ljungby, Sverige vilket innebär månadsnederbördsrekord för Småland [8].
- 11 augusti – Nästan 8 inch regn faller över Red Wing i Minnesota, USA [9].
- 14 augusti – 141 millimeter nederbörd faller över Växjö, Sverige vilket innebär dygnsnederbördsrekord för Småland [8].

### November
- 30 november - Isstormar härjar i Minnesota, USA [10].

### December
- 24-25 december - En snöstorm rasar i Minneapolis i Minnesota, USA, där 11.3 inch faller i innerstaden [11].

### Okänt datum
- I Sverige inleds dygnsmedeltemperaturmätningar i Arvika [12].
- Vid Svartån i Närke inleds mätningar av vattenståndet vid Backa övre [13].
- SMHA blir SMHI [14].
- Temperaturmätningar inleds i Bredåkra, Sverige [15].

## Födda
- 17 maj – Brian Hoskins, brittisk meteorolog.
- Okänt datum – Veerabhadran Ramanathan, indisk-amerikansk meteorolog.

## Avlidna
- 23 mars – Napier Shaw, engelsk meteorolog.
- 13 juni – Niels Johan Føyn, norsk meteorolog.

### Fotnoter
www.hurvarvadret.se/stationer/225
1. ↑  Bulletin Mensuel  1945, Algérie du Nord, Institut de Météorologie et de Physique du Globe de l’Algérie, NOAA Central Library, Climate Data Imaging Project. Läst 19 oktober 2010.
2. ↑  (portugisiska)”Terras da Beira - "Reveillon" português sem chuva, mas a bater o dente de frio.”. Arkiverad från originalet den 12 augusti 2010. https://web.archive.org/web/20100812052145/http://www.freipedro.pt/tb/301299/soc8.htm. Läst 30 september 2010.
3. ↑  SMHI Arkiverad 27 oktober 2012 hämtat från the Wayback Machine.
4. ↑  ”Arkiverade kopian”. Arkiverad från originalet den 26 juli 2010. https://web.archive.org/web/20100726102347/http://www.climate.umn.edu/pdf/day_in_weather_history/june_wx_history.pdf. Läst 16 februari 2011.
5. ↑  ”SMHI”. Arkiverad från originalet den 18 april 2011. https://web.archive.org/web/20110418031323/http://www.smhi.se/kunskapsbanken/meteorologi/norrbottens-klimat-1.5008. Läst 4 februari 2011.
6. ↑  SMHI
7. 1 2  SMHI
8. ↑  ”Arkiverade kopian”. Arkiverad från originalet den 26 juli 2010. https://web.archive.org/web/20100726102403/http://www.climate.umn.edu/pdf/day_in_weather_history/august_wx_history.pdf. Läst 16 februari 2011.
9. ↑  ”Arkiverade kopian”. Arkiverad från originalet den 22 juni 2010. https://web.archive.org/web/20100622121311/http://climate.umn.edu/pdf/ice_storms_in_minnesota.pdf. Läst 15 februari 2011.
10. ↑  - Minnesota Climatology Working Group  Arkiverad 26 maj 2011 hämtat från the Wayback Machine.
11. ↑  SMHI
12. ↑  ”Extrem vårflod i Bergslagen SMHI”. Arkiverad från originalet den 11 juli 2015. https://web.archive.org/web/20150711152028/http://www.smhi.se/kunskapsbanken/hydrologi/1977-extrem-varflod-i-bergslagen-1.12828. Läst 10 juli 2015.
13. ↑  SMHI
14. ↑  ”SMHI”. Arkiverad från originalet den 12 februari 2010. https://web.archive.org/web/20100212124505/http://www.smhi.se/klimatdata/meteorologi/januari-2010-vinter-med-besked-1.9596. Läst 8 februari 2011.